# Chloroparda palliplagiata
Chloroparda palliplagiata là một loài bướm đêm trong họ Geometridae.